# 2017Jユースカップ
2017Jユースカップ 第25回Jリーグユース選手権大会は、2017年10月14日から同年11月19日まで開催された、Jユースカップ（Jリーグユース選手権大会）の第25回大会。
京都サンガF.C.U-18が2001年大会以来2回目の優勝を果たした。

## 概要
2017年6月27日に概要が発表された。J1リーグ、J2リーグ、J3リーグのうち、福島ユナイテッドFC・アスルクラロ沼津・藤枝MYFCの3クラブを除く51クラブ（FC琉球が初参加）と、日本クラブユースサッカー連盟 (JCY) の地域代表4チームの計55チームがノックアウトトーナメントを争う。
2回戦までは各クラブのホームスタジアム等で開催するが、3回戦以降は以下の会場で開催される。
- 3回戦（10月28日・29日）：時之栖スポーツセンター（集中開催）
- 準々決勝（11月3日・5日）：ベストアメニティスタジアム・NACK5スタジアム大宮
- 準決勝（11月12日）：キンチョウスタジアム
- 決勝（11月19日）：長野Uスタジアム

ベスト4進出チームは同年12月に長野県で開催される「2017Jリーグインターナショナルユースカップ」に出場する。

### 主催
- 日本サッカー協会、日本プロサッカーリーグ、朝日新聞社、日刊スポーツ新聞社

### 参加チーム
- J1 (18)
  - ベガルタ仙台ユース
  - 鹿島アントラーズユース
  - 浦和レッズユース
  - 大宮アルディージャユース
  - 柏レイソルU-18
  - FC東京U-18
  - 川崎フロンターレU-18
  - 横浜F・マリノスユース
  - ヴァンフォーレ甲府U-18
  - アルビレックス新潟U-18
  - ジュビロ磐田U-18
  - ガンバ大阪ユース
  - ヴィッセル神戸U-18
  - サンフレッチェ広島F.Cユース
  - サガン鳥栖U-18
  - セレッソ大阪U-18
  - 清水エスパルスユース
  - 北海道コンサドーレ札幌U-18

- J2 (22)
  - 名古屋グランパスU18
  - 湘南ベルマーレユース
  - アビスパ福岡U-18
  - モンテディオ山形ユース
  - 水戸ホーリーホックユース
  - ザスパクサツ群馬U-18
  - ジェフユナイテッド千葉U-18
  - 東京ヴェルディユース
  - FC町田ゼルビアユース
  - 横浜FCユース
  - 松本山雅FC U-18
  - ツエーゲン金沢U-18
  - FC岐阜U-18
  - 京都サンガF.C.U-18
  - ファジアーノ岡山U-18
  - レノファ山口FC U-18
  - カマタマーレ讃岐U-18
  - 徳島ヴォルティスユース
  - 愛媛FC U-18
  - V・ファーレン長崎U-18
  - ロアッソ熊本ユース
  - 大分トリニータU-18

- J3 (11)
  - グルージャ盛岡ユース
  - ブラウブリッツ秋田U-18
  - 栃木SCユース
  - Y.S.C.C.横浜U-18
  - SC相模原U-18
  - AC長野パルセイロU-18
  - カターレ富山U-18
  - ガイナーレ鳥取U-18
  - 鹿児島ユナイテッドFC U-18
  - ギラヴァンツ北九州U-18
  - FC琉球U-18

- 地域代表（4）
  - 三菱養和SCユース
  - 愛知FC U-18
  - 塩釜FCユース
  - エストレラ姫路FC U-18

### 試合方式
- 90分間の試合を行い、延長戦の場合は20分ハーフ

## 試合結果

### 1回戦
| 2017年10月14日 | アルビレックス新潟U-18          | 2 - 4 | レノファ山口FC U-18                                       | 聖籠町                                       |  |
| 10:00          | 辻椋大 10分 · 小枇ランディ 73分 |       | 松本蓮 15分 · 糸井岬 20分 · 澤野浩暉 33分 · 岡田一就 43分 | 競技場: 新潟聖籠スポーツセンターアルビレッジ |  |

| 2017年10月14日 | カターレ富山U-18                                          | 5 - 1 | ツエーゲン金沢U-18 | 富山市                                             |  |
| 11:00          | 浅島悠人 13分, 36分 · 村澤龍成 22分 · 南部歩夢 17分, 65分 |       | 沢村亮輔 23分      | 競技場: 富山県岩瀬スポーツ公園サッカー・ラグビー場 |  |

| 2017年10月14日 | サガン鳥栖U-18 | 9 - 0 | グルージャ盛岡ユース | 嬉野市                               |  |
| 11:00          | 井上元 77分 · 高橋拓海 85分 · 山口隆希 61分 · 石井快征 28分, 37分, 65分 · 打越隼 80分 · 大坪蘭 40分 · 藤松航矢 20分 |       |                      | 競技場: 嬉野総合運動公園みゆき球技場 |  |

| 2017年10月14日 | V・ファーレン長崎U-18   | 3 - 2 | FC琉球U-18                      | 長崎市                                         |  |
| 11:00          | 山本廉 26分, 47分, 85分 |       | 井口綾人 67分 · 佐藤駿 90分+3分 | 競技場: 長崎市総合運動公園かきどまり陸上競技場 |  |

| 2017年10月14日 | ヴァンフォーレ甲府U-18     | 2 - 0 | SC相模原U-18 | 富士吉田市                           |  |
| 13:00          | 高野大海 45分 · 小澤輝 4分 |       |              | 競技場: 山梨県富士北麓公園陸上競技場 |  |

| 2017年10月14日 | 徳島ヴォルティスユース                                                                                         | 10 - 1 | ザスパクサツ群馬U-18 | 板野町                       |  |
| 13:00          | 岩佐瞭希 26分 · 高橋友希 88分 · 藤原志龍 9分, 42分, 51分, 79分, 90分+2分 · 八木祐哉 23分, 78分 · 桒原呂偉 85分 |        | 鈴木優太朗 64分      | 競技場: 徳島スポーツビレッジ |  |

| 2017年10月14日 | 東京ヴェルディユース                            | 3 - 0 | 松本山雅FC U-18 | 稲城市                       |  |
| 14:00          | 荒木大輔 99分 · 杉澤亮悟 109分 · 村井清太 105分 |       |                 | 競技場: ヴェルディグラウンド |  |

| 2017年10月14日 | 川崎フロンターレU-18 | 1 - 0 | FC岐阜U-18 | 川崎市                                 |  |
| 14:00          | 宮城天 9分           |       |            | 競技場: 川崎フロンターレ麻生グラウンド |  |

| 2017年10月14日 | 京都サンガFCU-18 | 1 - 1 (8 - 7 PK戦) | 鹿児島ユナイテッドFC U-18 | 城陽市                                 |  |
| 14:00          | 服部航平 80分    |                    | 本田陽司 90分+2分         | 競技場: 京都サンガF.C.東城陽グラウンド |  |
|                |                  | PK戦               |                           |                                        |  |
|                |                  |                    |                           |                                        |  |

| 2017年10月14日 | ファジアーノ岡山U-18 | 0 - 2 | 水戸ホーリーホックユース      | 岡山市                 |  |
| 14:00          |                      |       | 大原彰輝 24分 · 澤田大哉 75分 | 競技場: 政田サッカー場 |  |

| 2017年10月14日 | 愛媛FC U-18                           | 2 - 4 | ガイナーレ鳥取U-18                                    | 松山市                     |  |
| 14:00          | 谷川虎太郎 70分 · 木田寿輝斗 90分+1分 |       | 高木虎之介 36分, 48分 · 石津大地 43分 · 東條敦輝 67分 | 競技場: 愛フィールド梅津寺 |  |

| 2017年10月14日 | アビスパ福岡U-18 | 1 - 2 | 栃木SCユース                  | 福岡市                                             |  |
| 14:00          | 北島祐二 78分    |       | 金田智明 54分 · 坂本昂優 61分 | 競技場: 福岡市雁の巣レクリエーションセンター球技場 |  |

| 2017年10月14日 | 名古屋グランパスU-18 | 9 - 1 | ブラウブリッツ秋田U-18 | 豊田市                         |  |
| 15:00          | マツオカ・ジョナタン 81分 · 井上詩音 83分 · 宮島裕 78分 · 金亮哉 74分, 87分 · 杉田将宏 30分, 70分, 90分 · 成瀬竣平 23分 |       | 石川雄大 86分          | 競技場: トヨタスポーツセンター |  |

| 2017年10月14日 | ヴィッセル神戸U-18                                                            | 7 - 1 | Y.S.C.C.横浜U-18 | 神戸市                   |  |
| 15:00          | 秋山駿 32分, 46分 · 緒方佑真 90分+1分 · 泉柊椰 53分, 81分 · 本山遥 52分, 86分 |       | 菊池詠進 50分    | 競技場: いぶきの森球技場 |  |

| 2017年10月14日 | ロアッソ熊本ユース                                                               | 6 - 2 | ギラヴァンツ北九州U-18          | 熊本市                                 |  |
| 15:00          | 衛藤幹弥 96分 · 小島圭巽 109分, 110分+2分 · 石井翔梧 90分, 105分 · 田尻康晴 15分 |       | 山下龍乃進 54分 · 田中翔馬 59分 | 競技場: 熊本県民総合運動公園サッカー場 |  |

| 2017年10月14日 | 大分トリニータU-18                      | 0 - 3 | 町田ゼルビアユース | 杵築市                     |  |
| 18:00          | 橋村龍ジョセフ 59分, 90分 · 馬場渓 38分 |       |                    | 競技場: 杵築市営サッカー場 |  |

| 2017年10月15日 | ベガルタ仙台ユース                            | 3 - 1 | 三菱養和SCユース | 仙台市                                    |  |
| 11:00          | 宮脇健太 61分 · 工藤真人 84分 · 清水一雅 86分 |       | 長谷川佳輝 89分  | 競技場: ベガルタ仙台 泉パークタウン練習場 |  |

| 2017年10月15日 | ジェフユナイテッド市原・千葉U-18   | 3 - 1 | AC長野パルセイロU-18 | 千葉市                             |  |
| 11:00          | 安光将作 11分, 28分 · 竹嶋裕二 9分 |       | 中村蓮 45分+2分      | 競技場: 中田スポーツセンター球技場 |  |

| 2017年10月15日 | 横浜F・マリノスユース                 | 3 - 4 | 湘南ベルマーレユース                                 | 横浜市                     |  |
| 11:00          | 山谷侑士 43分 · 堀研太 29分, 90分+5分 |       | 高橋和希 74分 · 植草宏友 22分 · 和田響稀 85分, 107分 | 競技場: 日産フィールド小机 |  |

| 2017年10月15日 | ジュビロ磐田U-18 | 1 - 0 | カマタマーレ讃岐U-18 | 磐田市                           |  |
| 11:00          | 鈴木海仁 60分    |       |                      | 競技場: ヤマハスタジアム（磐田） |  |

| 2017年10月15日 | モンテディオ山形ユース                                        | 4 - 0 | 愛知FC U-18 | 天童市                                |  |
| 13:00          | 吉田樹 44分 · 狩野海晟 51分 · 小笠原楓真 86分 · 大友千裕 61分 |       |             | 競技場: 山形県総合運動公園第3運動広場 |  |

| 2017年10月15日 | コンサドーレ札幌U-18                                              | 5 - 1 | 塩釜FCユース  | 札幌市                           |  |
| 14:00          | 佐藤大樹 19分 · 大屋敬太郎 34分 · 藤村怜 36分, 72分 · 野上誠 65分 |       | 下山広太 42分 | 競技場: 宮の沢白い恋人サッカー場 |  |

| 2017年10月15日 | 横浜FCユース                                       | 4 - 0 | エストレラ姫路FC U-18 | 横浜市                       |  |
| 14:00          | 橋本健人 45分 · 高田稜平 70分, 80分 · 川野太壱 2分 |       |                       | 競技場: ニッパツ三ツ沢球技場 |  |

### 2回戦
| 2017年10月21日 | サンフレッチェ広島ユース      | 2 - 1 | 横浜FCユース  | 安芸高田市               |  |
| 11:00          | 明比友宏 46分 · 仙波大志 83分 |       | 三木結斗 58分 | 競技場: 吉田サッカー公園 |  |

| 2017年10月21日 | 鹿島アントラーズユース      | 2 - 1 | FC町田ゼルビアユース | 鹿嶋市                                         |  |
| 13:00          | 山本瑞樹 38分 · 金澤蓮 48分 |       | 前田陸斗 88分        | 競技場: 鹿島アントラーズクラブハウスグラウンド |  |

| 2017年10月21日 | ヴァンフォーレ甲府U-18 | 0 - 2 | ジェフユナイテッド千葉U-18    | 南アルプス市                 |  |
| 13:00          |                        |       | 安光将作 43分 · 榎本啓吾 76分 | 競技場: 八田河川敷グラウンド |  |

| 2017年10月21日 | 浦和レッズユース           | 2 - 0 | ロアッソ熊本ユース | さいたま市           |  |
| 12:00          | 荻原拓也 4分 · 弓削翼 84分 |       |                    | 競技場: レッズランド |  |

| 2017年10月22日 | 湘南ベルマーレユース        | 2 - 0 | 東京ヴェルディユース | 平塚市                             |  |
| 10:00          | 佐藤陸 83分 · 八方伶央 78分 |       |                      | 競技場: 馬入ふれあい公園サッカー場 |  |

| 2017年10月22日 | 清水エスパルスユース                                            | 4 - 0 | V・ファーレン長崎U-18 | 静岡市                      |  |
| 11:00          | オウンゴール 67分 · 新関成弥 42分 · 川本梨誉 86分 · 平墳迅 54分 |       |                       | 競技場: IAIスタジアム日本平 |  |

| 2017年10月22日 | ジュビロ磐田U-18 | 0 - 1 | 名古屋グランパスU-18 | 磐田市                           |  |
| 11:00          |                  |       | 青山夕祐 86分        | 競技場: ヤマハスタジアム（磐田） |  |

| 2017年10月22日 | ガンバ大阪ユース                        | 3 - 0 | モンテディオ山形ユース | 吹田市                              |  |
| 13:00          | 原田烈志 16分, 25分 · 大谷優斗 90分+5分 |       |                        | 競技場: OFA万博フットボールセンター |  |

| 2017年10月22日 | 水戸ホーリーホックユース | 1 - 1 (5 - 4 PK戦) | レノファ山口FC U-18 | 水戸市                             |  |
| 13:00          | 大原彰輝 63分            |                    | 片岡翼 8分          | 競技場: ケーズデンキスタジアム水戸 |  |
|                |                          | PK戦               |                     |                                    |  |
|                |                          |                    |                     |                                    |  |

| 2017年10月22日 | 栃木SCユース    | 1 - 1 (4 - 5 PK戦) | 川崎フロンターレU-18 | さくら市                 |  |
| 13:00          | 早乙女達海 88分 |                    | 村田聖樹 36分        | 競技場: さくらスタジアム |  |
|                |                 | PK戦               |                      |                          |  |
|                |                 |                    |                      |                          |  |

| 2017年10月22日 | 大宮アルディージャユース      | 2 - 0 | ベガルタ仙台ユース | 志木市                              |  |
| 13:00          | 吉永昇偉 25分 · 大室慶将 23分 |       |                    | 競技場: NTT東日本志木総合グラウンド |  |

| 2017年10月22日 | セレッソ大阪U-18                    | 3 - 1 | ガイナーレ鳥取U-18 | 大阪市                               |  |
| 13:00          | 山田寛人 24分, 63分 · 藤尾翔太 90分 |       | 石津大地 21分      | 競技場: 南津守さくら公園スポーツ広場 |  |

| 2017年10月22日 | 柏レイソルU-18                                     | 4 - 1 | カターレ富山U-18 | 柏市                     |  |
| 14:00          | オウンゴール 3分 · 森海渡 68分 · 田中陸 60分, 79分 |       | 篠原龍星 7分     | 競技場: 日立柏サッカー場 |  |

| 2017年10月22日 | 京都サンガF.C.U-18 | 1 - 0 | サガン鳥栖U-18 | 城陽市                                 |  |
| 15:00          | 服部航平 24分      |       |                | 競技場: 京都サンガF.C.東城陽グラウンド |  |

| 2017年10月22日 | FC東京U-18                  | 2 - 2 (5 - 4 PK戦) | 北海道コンサドーレ札幌U-18  | 小平市                                   |  |
| 15:00          | 高橋亮 74分 · 小林里駆 43分 |                    | 加藤蓮 61分 · 宮﨑雄大 34分 | 競技場: 東京ガス武蔵野苑多目的グラウンド |  |
|                |                             | PK戦               |                             |                                          |  |
|                |                             |                    |                             |                                          |  |

| 2017年10月24日(台風で延期) | ヴィッセル神戸U-18            | 2 - 0 | 徳島ヴォルティスユース | 神戸市                   |  |
| 14:00                      | 佐々木大樹 80分 · 本山遥 87分 |       |                        | 競技場: いぶきの森球技場 |  |

### 3回戦
| 2017年10月28日 | 清水エスパルスユース | 0 - 1    | 京都サンガF.C.U-18 | 裾野市                                                    |  |
| 10:30          |                      | レポート | 福岡慎平 44分      | 競技場: 時之栖スポーツセンター 観客数: 赤阪修 主審: 218人 |  |

| 2017年10月28日 | セレッソ大阪U-18                          | 4 - 2    | 水戸ホーリーホックユース      | 裾野市                                                     |  |
| 10:30          | 藤尾翔太 32分, 69分, 70分 · 山田寛人 45分 | レポート | 出口叶哉 21分 · 岡安優 90+2分 | 競技場: 時之栖スポーツセンター 観客数: 86人 主審: 鶴岡泰樹 |  |

| 2017年10月28日 | 大宮アルディージャユース | 1 - 3    | 川崎フロンターレU-18                        | 裾野市                                                      |  |
| 13:29          | 瀬良俊太 90分            | レポート | 宮城天 10分 · 有田恵人 49分 · 小川真輝 51分 | 競技場: 時之栖スポーツセンター 観客数: 127人 主審: 国吉真樹 |  |

| 2017年10月28日 | FC東京U-18                | 2 - 1    | ヴィッセル神戸U-18 | 裾野市                                                      |  |
| 13:30          | 小林幹 37分 · 寺山翼 77分 | レポート | 秋山駿 57分        | 競技場: 時之栖スポーツセンター 観客数: 135人 主審: 内山翔太 |  |

| 2017年10月29日 | 鹿島アントラーズユース | 1 - 0    | 浦和レッズユース | 裾野市                                                     |  |
| 10:30          | 出津真哉 72分          | レポート |                  | 競技場: 時之栖スポーツセンター 観客数: 82人 主審: 加藤正和 |  |

| 2017年10月29日 | 柏レイソルU-18 | 0 - 2    | 湘南ベルマーレユース         | 裾野市                                                     |  |
| 10:30          |                | レポート | 蒔田陸斗 3分 · 和田響稀 61分 | 競技場: 時之栖スポーツセンター 観客数: 76人 主審: 石丸秀平 |  |

| 2017年10月29日 | ガンバ大阪ユース                | 2 - 1    | 名古屋グランパスU-18 | 裾野市                                                      |  |
| 13:30          | 宮脇和輝 31分 · 原田烈志 45+1分 | レポート | 菅原由勢 55分        | 競技場: 時之栖スポーツセンター 観客数: 113人 主審: 川勝彬史 |  |

| 2017年10月29日 | サンフレッチェ広島ユース | 1 - 1 (5 - 4 PK戦) | ジェフユナイデット千葉U-18 | 裾野市                                                     |  |
| 13:30          | 桂陸人 41分              | レポート           | 古川大悟 44分              | 競技場: 時之栖スポーツセンター 観客数: 73人 主審: 道山悟至 |  |
|                |                          | PK戦               |                            |                                                            |  |
|                |                          |                    |                            |                                                            |  |

### 準々決勝
| 2017年11月3日 | 鹿島アントラーズユース | 0 - 2    | サンフレッチェ広島ユース      | 鳥栖市                                                          |  |
| 11:00         |                        | レポート | 仙波大志 22分 · 村山勘治 86分 | 競技場: ベストアメニティスタジアム 観客数: 512人 主審: 国吉真樹 |  |

| 2017年11月3日 | 京都サンガF.C.U-18 | 1 - 0    | FC東京U-18 | 鳥栖市                                                          |  |
| 14:02         | 杉田迅 83分        | レポート |            | 競技場: ベストアメニティスタジアム 観客数: 706人 主審: 竹長泰彦 |  |

| 2017年11月5日 | 湘南ベルマーレユース | 1 - 1 (4 - 5 PK戦) | ガンバ大阪ユース | さいたま市                                              |  |
| 11:01         | 井上恵武 73分        | レポート           | 臼井貫太 90+1分  | 競技場: NACKスタジアム大宮 観客数: 449人 主審: 阿部将茂 |  |
|               |                      | PK戦               |                  |                                                         |  |
|               |                      |                    |                  |                                                         |  |

| 2017年11月5日 | セレッソ大阪U-18              | 2 - 3    | 川崎フロンターレU-18                        | さいたま市                                              |  |
| 14:01         | 山田寛人 73分 · 鈴木冬一 79分 | レポート | 宮代大聖 60分 · 小川真輝 64分 · 宮城天 85分 | 競技場: NACKスタジアム大宮 観客数: 389人 主審: 酒井達矢 |  |

### 準決勝
| 2017年11月12日 | 京都サンガF.C.U-18            | 2 - 1    | サンフレッチェ広島ユース | 大阪市                                                    |  |
| 11:00          | 福岡慎平 64分 · 服部航平 70分 | レポート | 松本大弥 11分            | 競技場: キンチョウスタジアム 観客数: 796人 主審: 松澤慶和 |  |

| 2017年11月12日 | ガンバ大阪ユース                                            | 4 - 3    | 川崎フロンターレU-18                                  | 大阪市                                                      |  |
| 14:00          | 岩本翔 47分 · 中島大雅 83分 · 大谷優斗 87分 · 丹羽匠 90+2分 | レポート | デューク・カルロス 32分 · 宮代大聖 69分 · 宮城天 74分 | 競技場: キンチョウスタジアム 観客数: 1,106人 主審: 須谷雄三 |  |

### 決勝
| 2017年11月19日 | 京都サンガF.C.U-18                    | 2 - 1    | ガンバ大阪ユース | 長野市                                               |  |
| 13:00          | 上月壮一郎 45+1分 · オウンゴール 53分 | レポート | 中島大雅 56分    | 競技場: 長野Uスタジアム 観客数: 1,331人 主審: 川俣秀 |  |

| 2017Jユースカップ 優勝チーム     |
| -------------------------------- |
| 京都サンガF.C.U-18 16年ぶり2回目 |